# WMEA (Hörfunksender)
Koordinaten: 43° 51′ 30,2″ N, 70° 42′ 39,2″ W

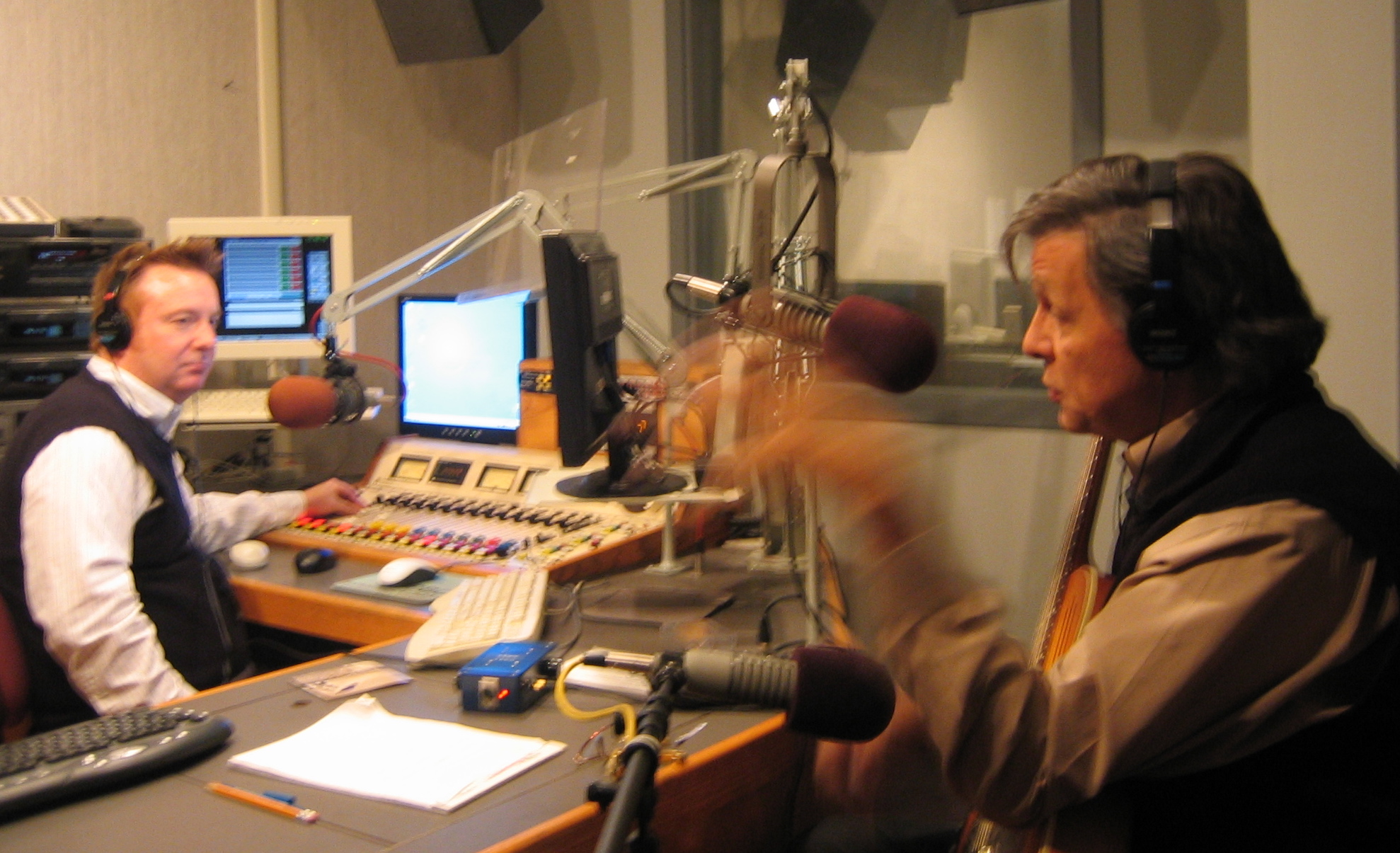
Keith Shortall (MPBC) interviewt den Gitarristen John Rankin. MPBC sendet u. a. über WMEA

WMEA ist ein Hörfunkprogramm in Portland, Maine, USA. Es wird seit April 1974 gesendet und ist damit die älteste Radiostation der Maine Public Broadcasting Corporation. Der Sender operiert auf UKW 90,1 MHz mit 24,5 kW (ERP).
2013 belegte WMEA den vierten Platz in der Top Ten der „Highest Reaching Public Radio Stations“ in den USA.